# Jammer! (lied)
Jammer! is een lied van de Nederlandse zanger André Hazes. Het werd in 1989 als single uitgebracht en stond in hetzelfde jaar als twaalfde track op het album Dit is wat ik wil.

## Achtergrond
Jammer! is geschreven door Buck Owens en André Hazes en geproduceerd door John van de Ven en Jacques Verburgt. Het lied dat past in het genre levenslied is een bewerking van Crying Time van Buck Owens uit 1964. In het lied uit Hazes zijn zorgen over de effecten van milieuvervuiling. Hij vraagt zich onder andere af hij later nog dieren in de dierentuin kan zien en of jongen nog op straat kunnen blijven voetballen. Op het lied zijn op de gitaar Jan Akkerman, op de toetsen Herman Brood en als achtergrondzanger Kaz Lux te horen.
Het nummer werd op single uitgebracht nadat er volgens Hazes door vele fans om was gevraagd. Op de B-kant van de single stond een cover van het lied Working in a cole mine van Lee Dorsey uit 1966. Een groot gedeelte van de opbrengsten van de single werd gedoneerd aan het Wereldnatuurfonds.

## Hitnoteringen
De zanger had succes met het lied in Nederland. Het kwam tot de 44e plaats van de Nationale Hitparade en stond negen weken in deze hitlijst. De Nederlandse Top 40 werd niet bereikt; het kwam hier tot de achtste plaats van de Tipparade. 